# Caragobius
Caragobius – rodzaj ryb z rodziny babkowatych (Gobiidae).

## Klasyfikacja
Gatunki zaliczane do tego rodzaju:
- Caragobius burmanicus[3]
- Caragobius rubistratus
- Caragobius urolepis